# Vĩnh Khúc
Vĩnh Khúc là một xã cực đông nằm ở huyện Văn Giang, tỉnh Hưng Yên, Việt Nam.

## Địa lý
Xã Vĩnh Khúc nằm ở phía đông huyện Văn Giang, có vị trí địa lý:
- Phía đông giáp huyện Văn Lâm và huyện Yên Mỹ
- Phía tây giáp xã Tân Tiến và xã Nghĩa Trụ
- Phía nam giáp huyện Yên Mỹ
- Phía bắc giáp huyện Văn Lâm và xã Nghĩa Trụ.

Xã Vĩnh Khúc có diện tích 6,19 km², dân số năm 2019 là 13.986 người, mật độ dân số đạt 2.261 người/km².

## Hành chính
Xã Vĩnh Khúc được chia thành các thôn: Chiều Đông, Thượng Tân, Hạ Tân, Vĩnh Bảo, Du Tràng, Đông Khúc, Giáo Phòng, Vĩnh An, Ngu Nhuế, Đọ, Thịnh, Cầu, Lương, Khúc Lộng. 

## Lịch sử
Trước đây, Vĩnh Khúc là một xã thuộc huyện Mỹ Văn cũ.
Ngày 24 tháng 7 năm 1999, Chính phủ ban hành Nghị định 60/1999/NĐ-CP về việc chuyển xã Vĩnh Khúc thuộc huyện Mỹ Văn cũ về huyện Văn Giang mới tái lập quản lý.

## Xã hội

### Bộ máy chính quyền
Hệ thống chính trị của xã luôn được quan tâm củng cố, hoàn thiện. Đảng bộ xã có 396 đảng viên, với 20 chi bộ, trong đó có 15 chi bộ thôn, 01 chi bộ dân quân thường trực, 3 chi bộ nhà trường và 01 chi bộ y tế. Bộ máy chính quyền xã được bố trí đủ các cơ cấu thành phần, đảm bảo công tác lãnh đạo, chỉ đạo tổ chức thực hiện nhiệm vụ được giao.
Mặt trận  tổ quốc và các đoàn thể thường xuyên được củng cố hoạt động có hiệu quả, góp phần thực hiện hoàn thành nhiệm vụ mục tiêu đề ra. Nhất là tuyên truyền vận động hội viên, đoàn viên chấp hành, thực hiện chủ trương, đường lối, chính sách của Đảng và pháp luật của Nhà nước.

## Ảnh

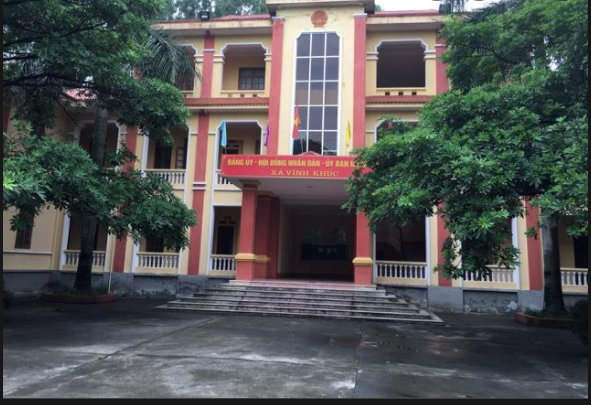
Một góc của trụ sở UBND xã Vĩnh Khúc

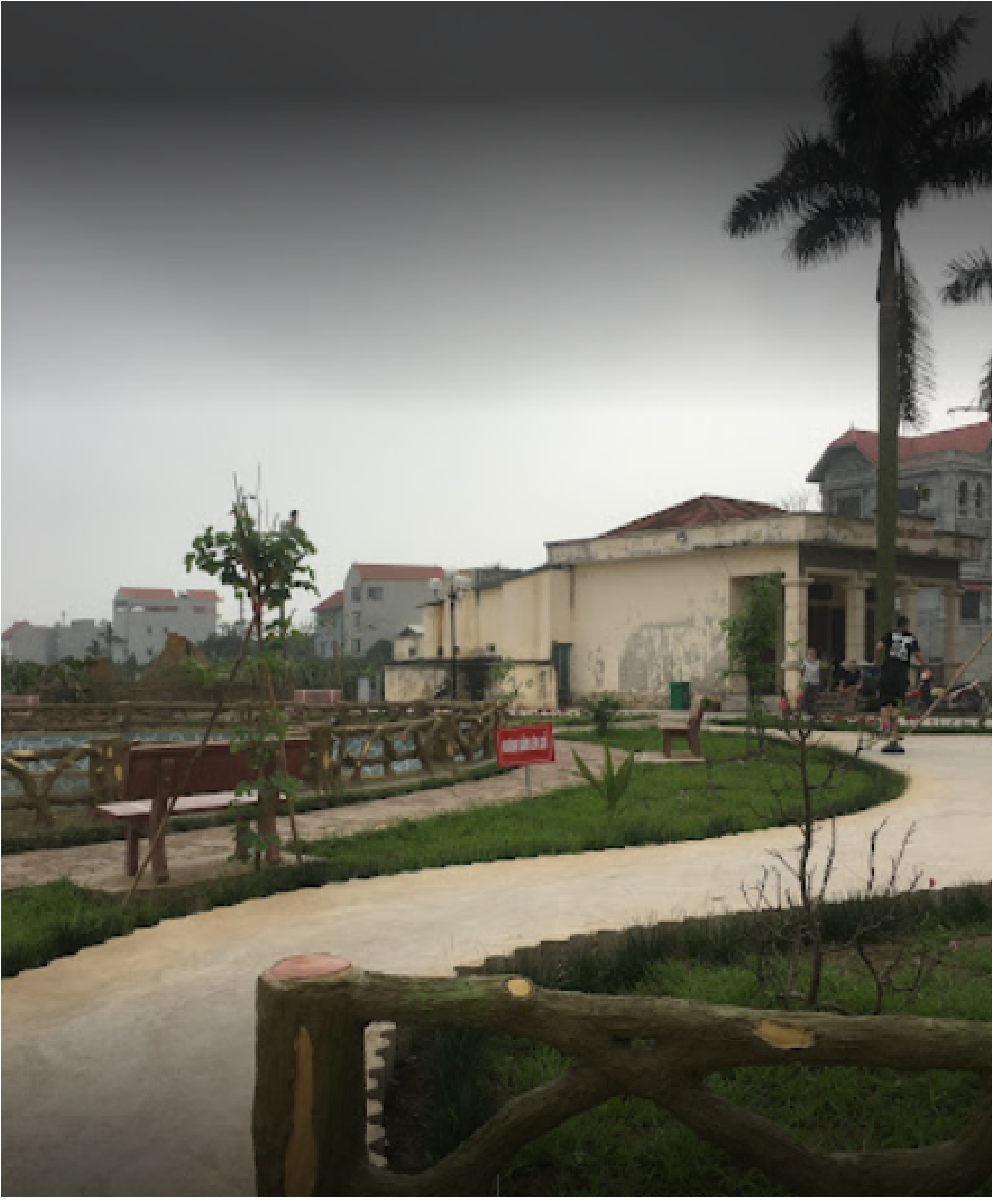
Công viên văn hóa Chiều Đông

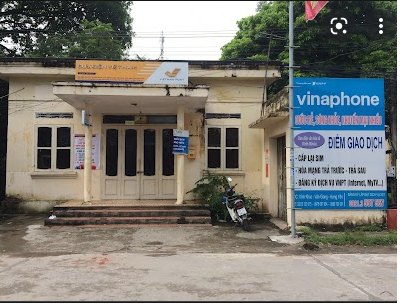
Bưu điện xã Vĩnh Khúc

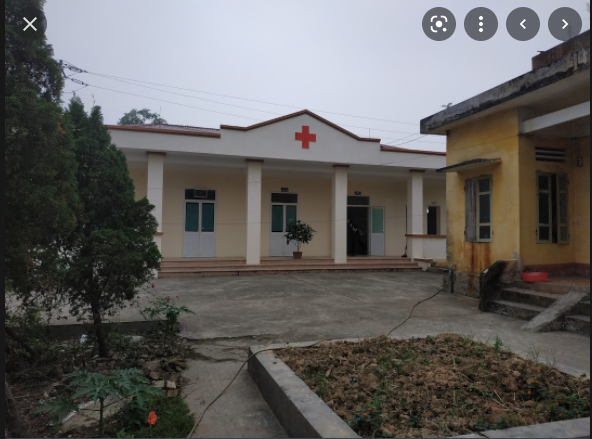
Một góc Trạm Y tế xã Vĩnh Khúc

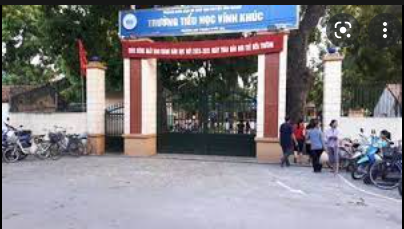
Cổng Trường tiểu học Vĩnh Khúc

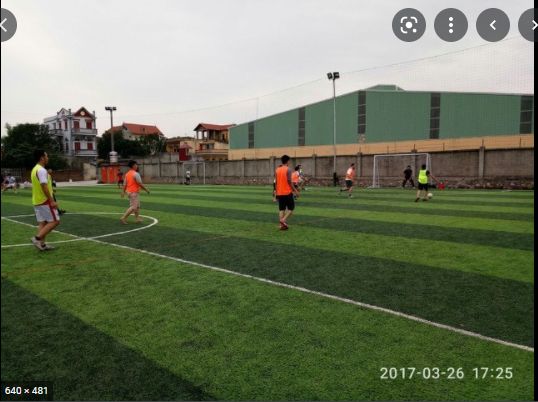
Sân bóng nhân tạo Đông Khúc

### Cảnh quan
Hiện nay ở thôn Chiều Đông có một công viên nhỏ là Công viên văn hóa Chiều Đông. Đây là công viên đầu tiên của xã.

### Điều kiện
Xã có hệ thống giao thông thuận lợi, đất đai màu mỡ, nhân dân chịu khó sản xuất và kinh doanh. Biết áp dụng khoa học kỹ thuật vào sản xuất, phát triển mạnh các loại cây trồng có giá trị kinh tế cao.

## Giao thông
Các tuyến, hệ thống giao thông đi qua xã Vĩnh Khúc:
- Tỉnh lộ 376: đoạn qua xã nằm giữa hai nút giao là ngã tư Phố Nối A (xã Trưng Trắc, huyện Văn Lâm) và ngã tư Cầu Lác (xã Giai Phạm, huyện Yên Mỹ)
- ĐH 22: điểm đầu K0 + 000 giao với tỉnh lộ 376 (tại km1 + 485), đi ĐH23 Tân Tiến.

## Văn hóa

### Di tích
Đình Ngu Nhuế xây dựng từ thế kỷ XII, từng được trùng tu vào thời Tự Đức, từ năm 1989, đình Ngu Nhuế (làng Nội, xã Vĩnh Khúc, huyện Văn Giang, tỉnh Hưng Yên) đã được Nhà nước xếp hạng là Di tích kiến trúc nghệ thuật quốc gia. Cụm di tích chùa Hồng Ân (Hồng Ân Tự) ở thôn Khúc Lộng; chùa Thiên Đế (Cầu Váu) cũng đều được công nhận là di tích lịch sử và văn hóa cấp quốc gia.
Các lễ hội truyền thống được tổ chức đông vui đúng quy định của Nhà nước, cả xã có 9 Đình và 5 Chùa.

## Kinh tế
Là một xã phát triển đồng bộ cả công nghiệp, nông nghiệp và thương mại, dịch vụ. Về nông nghiệp ngoài cấy lúa 2 vụ có một số chân ruộng cao trồng rau màu vụ đông. Về công nghiệp, xã có cụm công nghiệp Vĩnh Khúc nằm trải dài hơn 1 km ở hai bên tỉnh lộ 376 từ giáp địa phận xã Trưng Trắc, huyện Văn Lâm đến tận điểm cuối giáp với cầu Lác (giáp ranh xã Giai Phạm, huyện Yên Mỹ) với nhiều công ty nhà máy sản xuất đa dạng như: dệt bao bì, kính, điện tử, cao su, nước giải khát, bánh kẹo, nhà kho... đã tạo việc làm cho lao động tại địa phương và một bộ phận lao động đến từ nơi khác. Nhóm dịch vụ phát triển tại nhiều nơi như khu vực Cầu Mới, khu vực từ nga ba điểm đầu ĐH22 đến đầu thôn Khúc Lộng, khu vực đường Bắc sông Bắc Hưng Hải với một số dịch vụ phục vụ dân sinh và công nhân như quán ăn, nhà hàng, kinh doanh tập hóa, nhà trọ...
Xã có 4 thôn lớn gồm 15 đội sản xuất, nền kinh tế của nhân dân sống chủ yếu bằng nghề nông nghiệp kết hợp với dịch vụ, buôn bán, làng nghề và là xã đang trong quá trình chuyển đổi nông nghiệp thành khu công nghiệp của huyện. Tạo bước chuyển biến mạnh mẽ về kinh tế và việc làm cho con em nhân dân trong xã.
Trong những năm qua, dưới sự tập trung cao trong lãnh đạo, chỉ đạo, điều hành của các cấp uỷ Đảng, chính quyền, sự nỗ lực phấn đấu của các ngành, đoàn thể, các tổ chức, cá nhân và toàn thể nhân dân trong xã, tình hình kinh tế - xã hội của xã đã đạt được nhiều kết quả quan trọng, tốc độ tăng trưởng kinh tế không ngừng được nâng lên, đời sống nhân dân được cải thiện đáng kể. Hệ thống giao thông trên địa bàn xã không ngừng được nâng cấp, mở rộng và xây mới. Phía Đông giáp với Quốc lộ 5A nên rất thuận lợi cho giao thông buôn bán, dịch vụ buôn bán rau củ quả, thực phẩm lên Hà Nội rất phát triển.
Cơ cấu kinh tế của xã: Nông nghiệp chiếm 17%. Công nghiệp - xây dựng chiếm 37% và Thương mại - dịch vụ chiếm 46%.
Tỷ lệ hộ nghèo năm 2016 là 1.7 %.
Xã Vĩnh Khúc được công nhận là nông thôn mới vào năm 2018

## Giáo dục
Công tác giáo dục luôn được quan tâm chỉ đạo nhất là việc nâng cao chất lượng công tác giảng dậy, học tập, cơ sở vật chất luôn được đầu tư kịp thời đầy đủ. Trường tiểu học Vĩnh Khúc đạt chuẩn Quốc gia cấp độ II các năm thường xuyên đạt danh hiệu tiên tiến xuất sắc, trường THCS và trường Mầm non đạt chuẩn Quốc gia cấp độ I.

## Chính trị
Mặt trận  tổ quốc và các đoàn thể thường xuyên được củng cố hoạt động có hiệu quả, góp phần thực hiện hoàn thành nhiệm vụ mục tiêu đề ra. Nhất là tuyên truyền vận động hội viên, đoàn viên chấp hành, thực hiện chủ trương, đường lối, chính sách của Đảng và pháp luật của Nhà nước.